# Kevin Reynolds (Eiskunstläufer)
Kevin Reynolds (* 23. Juli 1990 in North Vancouver, British Columbia) ist ein kanadischer Eiskunstläufer, der im Einzellauf startet. Er ist der Vier-Kontinente-Meister von 2013.

## Karriere
Reynolds begann im Alter von vier Jahren mit dem Eiskunstlaufen. Er wurde von Joanne McLeod und Bruno Marcotte trainiert. Mit zwölf Jahren, 2003, gewann er die kanadischen Meisterschaften in seiner Altersklasse. 2004 wurde er kanadischer Vize-Juniorenmeister und lief von da an bei den Senioren mit. Im Jahr 2008 landete er bei den kanadischen Meisterschaften eine Vierfach-Dreifach-Dreifach-Kombination in seiner Kür und damit einen nationalen Rekord. Nach Jewgeni Pljuschtschenko ist er erst der zweite Eiskunstläufer, der solch eine Kombination im neuen Punktesystem gezeigt hat. 2009 wurde er bei den nationalen Meisterschaften Dritter. 2010 gewann er die Bronzemedaille bei den Vier-Kontinente-Meisterschaften und beendete seine erste Weltmeisterschaft auf dem elften Platz.
Nachdem er in der Saison 2010/11 nicht an die Leistungen der Vorsaison anknüpfen konnte, zeigte er sich bei der Weltmeisterschaft 2012 wiedererstarkt und erreichte als kanadischer Vizemeister den zwölften Platz. Dabei zeigte er in einer künstlerisch anspruchsvollen Kür auch einen vierfachen Salchow.
Nachdem er schon bei den kanadischen Meisterschaften eine starke Leistung gezeigt hatte, gelang Reynolds 2013 überraschend der Gewinn der Vier-Kontinente-Meisterschaften. In Osaka verwies er den favorisierten Lokalmatadoren Yuzuru Hanyū auf den zweiten Platz. Dabei erzielte er eine neue persönliche Bestleistung von 250,55 Punkten nach Kurzprogramm und Kür. In seiner Kür stand Reynolds drei vierfache Sprünge. Bei der Weltmeisterschaft im kanadischen London erreichte Reynolds mit dem fünften Rang sein bestes Ergebnis bei Weltmeisterschaften.
Aus der Grand-Prix-Serie der Saison 2013/14 zog sich Reynolds aufgrund von technischen Problemen mit seinen Schlittschuhen zurück. Bei den Kanadischen Meisterschaften gewann er erneut die Silbermedaille hinter Patrick Chan. Er vertrat Kanada sowohl bei den Weltmeisterschaften 2014 als auch bei den Olympischen Winterspielen in Sotschi. Sein zweiter Platz in der Kür des Teamwettbewerbs trug zur Silbermedaille für das kanadische Team bei. Im individuellen Wettbewerb erreichte er Platz 17. Bei den Weltmeisterschaften platzierte sich Reynolds auf Rang 11.
Auch in der folgenden Saison musste Reynolds wegen anhaltender technischer Probleme sowie einer Verletzung an der Hüfte seine zwei Einladungen in die Grand-Prix-Serie ausschlagen. Bei den Kanadischen Meisterschaften 2015 lag er nach dem Kurzprogramm auf Platz 12, bevor er seine Teilnahme abbrach. Im folgenden Jahr startete er wieder bei den Kanadischen Meisterschaften und gewann die Bronzemedaille.
Die Saison 2016/17 begann für Reynolds erfolgreich, unter anderem mit einer Bronzemedaille bei Skate Canada. Bei den Vier-Kontinente-Meisterschaften belegte er zwar nur den 12. Platz, er gewann aber die Silbermedaille bei den Kanadischen Meisterschaften und wurde so zu den Weltmeisterschaften 2017 entsandt. Dort erzielte er eine persönliche Bestleistung in der Kür und belegte den 9. Platz.
In der Saison 2017/18 erreichte Reynolds einen 9. und einen 8. Platz in der Grand-Prix-Serie und einen 5. Platz bei den Kanadischen Meisterschaften. Bei seinen letzten Vier-Kontinente-Meisterschaften verbesserte er sich auf im Vergleich zu den Vorjahren mit einem 7. Platz. Die folgende Saison erbrachte ihm zwar eine neue persönliche Bestleistung im Kurzprogramm, aber nur zwei 11. Plätze in der Grand-Prix-Serie. Im Dezember 2018 gab Reynolds das Ende seiner Wettbewerbskarriere bekannt.
Seit 2022 ist Kevin Reynolds Offizieller der Internationalen Eislaufunion als Data and Replay Operator und Kommentator für nationale Wettbewerbe des Kanadischen Eislaufverbands.

## Ergebnisse
| Wettbewerb / Jahr                | 2010 | 2011 | 2012 | 2013 | 2014 | 2015 | 2016 | 2017 | 2018 |
| -------------------------------- | ---- | ---- | ---- | ---- | ---- | ---- | ---- | ---- | ---- |
| Olympische Winterspiele (Einzel) |      |      |      |      | 15.  |      |      |      |      |
| Olympische Winterspiele (Team)   |      |      |      |      | 2.   |      |      |      |      |
| Weltmeisterschaften              | 11.  | 20.  | 12.  | 5.   | 11.  |      |      | 9.   |      |
| Vier-Kontinente-Meisterschaften  | 3.   | 11.  | 8.   | 1.   |      |      | 11.  | 12.  | 7.   |
| Kanadische Meisterschaften       | 3.   | 4.   | 2.   | 2.   | 2.   | Z    | 3.   | 2.   | 5.   |

Z = Zurückgezogen